# Días de voda
Días de voda (em castelhano:  Días de boda) é um filme galego do género comédia dramática, realizado e escrito por Juan Pinzás, e protagonizado por Comba Campoy e Monti Castiñeiras. Estreou-se em Espanha a 6 de setembro de 2002.

## Argumento
A história leva-nos à boda de Sonia (Comba Campoy), a filha dum importante editor, que vai realizar o sonho da sua vida, casando-se com Rosendo (Monti Castiñeiras), um garboso escritor com tendências homossexuais, que na verdade prefere o novo prémio literário criado por seu futuro sogro, que a sua noiva. A celebração do casamento trará inesperadas surpresas.

## Elenco
- Alfonso Agra
- Rosa Álvarez
- Luís Amérigo
- Asunción Balaguer
- Comba Campoy
- Monti Castiñeiras
- Ernesto Chao
- Belén Constenla
- Ernesto Ferro
- Mimy Fuentes
- Alejandro Garrido
- Javier Gurruchaga
- Miguel Ínsua
- Juan Manuel de Prada
- Pilar Saavedra
- Mónica Salgueiro